# Michelle Pearson
Michelle Pearson (n. 22 aprilie 1962) este o înotătoare ce a reprezentat Australia, medaliată olimpică. A participat la 2 ediții ale Jocurilor Olimpice (1980, 1984) în care a câștigat o medalie de bronz.